# سوپ جو
سوپ جو (به انگلیسی: Barley soup) یکی از سوپ‌های سنتی ایرانی است که به جهت دارا بودن مواد متنوع، می‌تواند تأمین کنندهٔ بخش زیادی از ویتامین‌ها، مواد معدنی، املاح و نیازهای بدن باشد. مواد تشکیل دهنده این سوپ اغلب آب مرغ، جو، هویج، گوجه‌فرنگی و انواع سبزیجات است.

## روش تهیه
جو را پاک کرده و بشویید، سپس برای چند ساعت خیس کنید. مرغ را به همراه کمی پیاز که نگینی خرد شده و نمک و ادویه آب‌پز کنید. بعد از پختن مرغ، مرغ‌ها را ریش‌ریش کنید. سپس آب مرغ، مرغ‌های ریش‌ریش شده، هویج رنده شده و جوی خیس شده را با هم در قابلمه‌ای ریخته و می‌گذاریم تا سوپ جا بیفتد. بعد از جا افتادن سوپ کمی رُب گوجه‌فرنگی و آبلیمو به آن اضافه می‌کنیم و می‌چشیم تا مزهٔ دلخواه خود را به‌دست آوریم.